# 대한민국 민사소송법 제260조
대한민국 민사소송법 제260조는 피고의 경정에 대한 민사소송법조문이다.

## 조문
제260조(피고의 경정) (1) 원고가 피고를 잘못 지정한 것이 분명한 경우에는 제1심 법원은 변론을 종결할 때까지 원고의 신청에 따라 결정으로 피고를 경정하도록 허가할 수 있다. 다만, 피고가 본안에 관하여 준비서면을 제출하거나, 변론준비기일에서 진술하거나 변론을 한 뒤에는 그의 동의를 받아야 한다.
(2) 피고의 경정은 서면으로 신청하여야 한다.
(3) 제2항의 서면은 상대방에게 송달하여야 한다. 다만, 피고에게 소장의 부본을 송달하지 아니한 경우에는 그러하지 아니하다.
(4) 피고가 제3항의 서면을 송달받은 날부터 2주 이내에 이의를 제기하지 아니하면 제1항 단서와 같은 동의를 한 것으로 본다.

## 같이 보기
- 대한민국 민사소송법 제424조
- 대한민국 민사소송법 제451조